# Baltic Cup 1929
Der Baltic Cup 1929 war die 2. Austragung des Turniers der Baltischen Länder, dem Baltic Cup. Das Turnier für Fußballnationalteams fand zwischen dem 14. und 16. August 1929 in Lettland statt. Ausgetragen wurden die Spiele im Latvijas Sporta Biedrība Stadions in Riga. Die Estnische Fußballnationalmannschaft gewann den Titel. Der deutsche Schiedsrichter und spätere Präsident des Deutschen Fußball-Bundes Peco Bauwens leitete die drei Länderspiele.

## Gesamtübersicht
Tabelle nach Zwei-Punkte-Regel.
| Pl. | Land     | Sp. | S | U | N | Tore    | Diff. | Punkte |
| --- | -------- | --- | - | - | - | ------- | ----- | ------ |
| 1.  | Estland  | 2   | 1 | 1 | 0 | 007:400 | +3    | 03     |
| 2.  | Lettland | 2   | 1 | 1 | 0 | 005:300 | +2    | 03     |
| 3.  | Litauen  | 2   | 0 | 0 | 2 | 003:800 | −5    | 0      |

## Lettland gegen Litauen
| Lettland                                                    | Lettland | Litauen | Litauen |
| ----------------------------------------------------------- | --- | --- | ------- |
| Lettland                                                    | \| 14. August 1929 in Riga (Latvijas Sporta Biedrība Stadions) \| \| Ergebnis: 3:1 (0:0) \| \| Zuschauer: 2.000 \| \| Schiedsrichter: Peco Bauwens ( Deutsches Reich) \|                                                                           | \| 14. August 1929 in Riga (Latvijas Sporta Biedrība Stadions) \| \| Ergebnis: 3:1 (0:0) \| \| Zuschauer: 2.000 \| \| Schiedsrichter: Peco Bauwens ( Deutsches Reich) \|                                                                                        | Litauen |
| Lettland                                                    | Ādolfs Greble, Voldemārs Grāvelis, Vladimirs Svistuņenko, Alfons Novickis, Alberts Šeibelis, Voldemārs Bērziņš, Arkādijs Pavlovs, Arnolds Štauvers (30. Voldemārs Plade), Ēriks Pētersons, Aleksandrs Priede, Kārlis Balodis (46. Arnolds Tauriņš) | Viktoras Abramikas, Vilhelmas Nopensas, Artūras Vagneris, Albinas Bulvičius (46. Juozas Dirgėla), Romualdas Marcinkus, Antanas Bankauskas (46. Otonas Kunelis), Ričardas Rutkauskas, Otonas Bružinskas, Stepas Chmelevskis, Jonas Stasiukonis, Leonas Žukauskas | Litauen |
| Lettland                                                    | 1:0 Plade (51.) 2:0 Plade (68.) 3:0 Plade (86.) | 3:1 Chmelevskis (89., Strafstoß) | Litauen |
| 14. August 1929 in Riga (Latvijas Sporta Biedrība Stadions) | | |         |
| Ergebnis: 3:1 (0:0)                                         | | |         |
| Zuschauer: 2.000                                            | | |         |
| Schiedsrichter: Peco Bauwens ( Deutsches Reich)             | | |         |

## Lettland gegen Estland
| Lettland                                                    | Lettland | Estland | Estland |
| ----------------------------------------------------------- | --- | --- | ------- |
| Lettland                                                    | \| 15. August 1929 in Riga (Latvijas Sporta Biedrība Stadions) \| \| Ergebnis: 2:2 (1:2) \| \| Zuschauer: 4.000 \| \| Schiedsrichter: Peco Bauwens ( Deutsches Reich) \|                                              | \| 15. August 1929 in Riga (Latvijas Sporta Biedrība Stadions) \| \| Ergebnis: 2:2 (1:2) \| \| Zuschauer: 4.000 \| \| Schiedsrichter: Peco Bauwens ( Deutsches Reich) \|             | Estland |
| Lettland                                                    | Ādolfs Greble, Voldemārs Grāvelis, Vladimirs Svistuņenko, Alfons Novickis, Alberts Šeibelis, Kārlis Tīls, Arkādijs Pavlovs, Voldemārs Žins (24. Voldemārs Plade), Ēriks Pētersons, Aleksandrs Priede, Arnolds Tauriņš | Evald Tipner, Vladimir Silberg, Rudolf Kallaste, Otto Reinlo, Karl-Rudolf Sillak, Aleksander Mägi, Heinrich Paal, Arnold Pihlak, Eugen Einman, Eduard Ellman-Eelma , Helmuth Räästas | Estland |
| Lettland                                                    | 1:1 Priede (27.) 2:2 Pavlovs (63.) | 0:1 Einman (9.) 1:2 Ellman-Eelma (29.) | Estland |
| 15. August 1929 in Riga (Latvijas Sporta Biedrība Stadions) | | |         |
| Ergebnis: 2:2 (1:2)                                         | | |         |
| Zuschauer: 4.000                                            | | |         |
| Schiedsrichter: Peco Bauwens ( Deutsches Reich)             | | |         |

## Estland gegen Litauen
| Estland                                                     | Estland | Litauen | Litauen |
| ----------------------------------------------------------- | --- | --- | ------- |
| Estland                                                     | \| 16. August 1929 in Riga (Latvijas Sporta Biedrība Stadions) \| \| Ergebnis: 5:2 (2:2) \| \| Zuschauer: 2.000 \| \| Schiedsrichter: Peco Bauwens ( Deutsches Reich) \|                                                      | \| 16. August 1929 in Riga (Latvijas Sporta Biedrība Stadions) \| \| Ergebnis: 5:2 (2:2) \| \| Zuschauer: 2.000 \| \| Schiedsrichter: Peco Bauwens ( Deutsches Reich) \|                                   | Litauen |
| Estland                                                     | Aleksei Kürbis, Vladimir Silberg, Rudolf Kallaste, Otto Reinlo, Feliks Kull (46. Herbert Paalberg), Elmar Kaljot, Helmuth Räästas, Arnold Pihlak, Eugen Einman, Eduard Ellman-Eelma , Karl-Richard Idlane (46. Heinrich Paal) | Juozas Igovinas, Vilhelmas Nopensas, Gustavas Gvildys, Artūras Vagneris, Romualdas Marcinkus, Juozas Dirgėla, Antanas Lingis, Otonas Bružinskas, Stepas Chmelevskis, Ričardas Rutkauskas, Leonas Žukauskas | Litauen |
| Estland                                                     | 1:0 Einman (9.) 2:1 Pihlak (32.) 3:2 Einman (59.) 4:2 Ellman-Eelma (75.) 5:2 Ellman-Eelma (85.) | 1:1 Chmelevskis (26.) 2:2 Rutkauskas (35.) | Litauen |
| 16. August 1929 in Riga (Latvijas Sporta Biedrība Stadions) | | |         |
| Ergebnis: 5:2 (2:2)                                         | | |         |
| Zuschauer: 2.000                                            | | |         |
| Schiedsrichter: Peco Bauwens ( Deutsches Reich)             | | |         |